# Sydney Schanberg
Sydney Hillel Schanberg (Clinton, 17 de janeiro de 1934 — 9 de julho de 2016) foi um jornalista dos Estados Unidos conhecido principalmente por sua cobertura da guerra no Camboja.

## Sudeste Asiático
Schanberg ingressou no The New York Times como jornalista em 1959. Ele passou grande parte da década de 1970 no sudeste da Ásia como correspondente do Times.  Pelas sua reportagens, ele ganhou duas vezes, em 1971 e 1974, pela excelência em jornalismo, o Prêmio George Polk.
Após anos no sudeste asiático, Schanberg escreveu no The New York Times sobre a partida dos americanos e da mudança de regime que seguiu, escrevendo sobre os cambojanos disse "é difícil imaginar como suas vidas poderia ser pior de como foi sob o governo suportado pelos americanos".
Um despacho escrito por ele em 13 de abril de 1975, a partir de Phnom Penh, saiu com o título "Indochina sem os americanos: para a maioria, uma vida melhor"
Ele foi um dos poucos jornalistas americanos a permanecer em Phnom Penh depois que o Khmer Vermelho assumiu o controle da cidade em 1975.
Nos anos seguintes, entre 1.4 até 4,8 milhões de indivíduos foram executados ou morreram por causa da tortura, enfermidade e fome durante o reinado do terror do Khmer Vermelho.

## Pós-guerra do Vietnã
Ele ganhou em 1976 o Prémio Pulitzer de Reportagem Internacional por sua cobertura da guerra no Camboja. 
Ele foi editor e colunista do New York Times.
Em seu livro A Morte e Vida de Dith Pran publicado em 1980, Sydney descreve a luta pela sobrevivência de seu assistente Dith Pran sob o regime do Khmer Vermelho. O livro inspirou o filme de 1984 The Killing Fields  (Os Gritos do Silêncio), no qual Schanberg foi interpretado por Sam Waterston. 